# Camblain-l'Abbé
Pour les articles homonymes, voir L'Abbé.
Camblain-l'Abbé est une commune française située dans le département du Pas-de-Calais en région Hauts-de-France. Ses habitants sont appelés les Camblinois. Sa population est de 681 habitants au recensement de 2022. La commune est membre de la communauté de communes des Campagnes de l'Artois.

## Géographie

### Localisation
Localisée dans le sud-est du département du Pas-de-Calais, Camblain-l'Abbé est un village périurbain de l'Artois situé à 14 kilomètres au nord-ouest d'Arras (chef-lieu d'arrondissement et aire d'attraction), à 15 kilomètres au sud-ouest de Lens, à 42 kilomètres au sud-ouest de Lille et à 58 kilomètres au nord-est d'Amiens.
Le territoire de la commune est limitrophe de ceux de huit communes.
Les communes limitrophes sont Servins, Villers-au-Bois, Acq, Agnières, Cambligneul, Capelle-Fermont, Estrée-Cauchy et Frévin-Capelle.

### Géologie et relief
La superficie de la commune est de 5,61 km2 ; son altitude varie de 103  à   161 m.

### Hydrographie
La commune est située dans le bassin Artois-Picardie. Elle n'est drainée par aucun cours d'eau,.

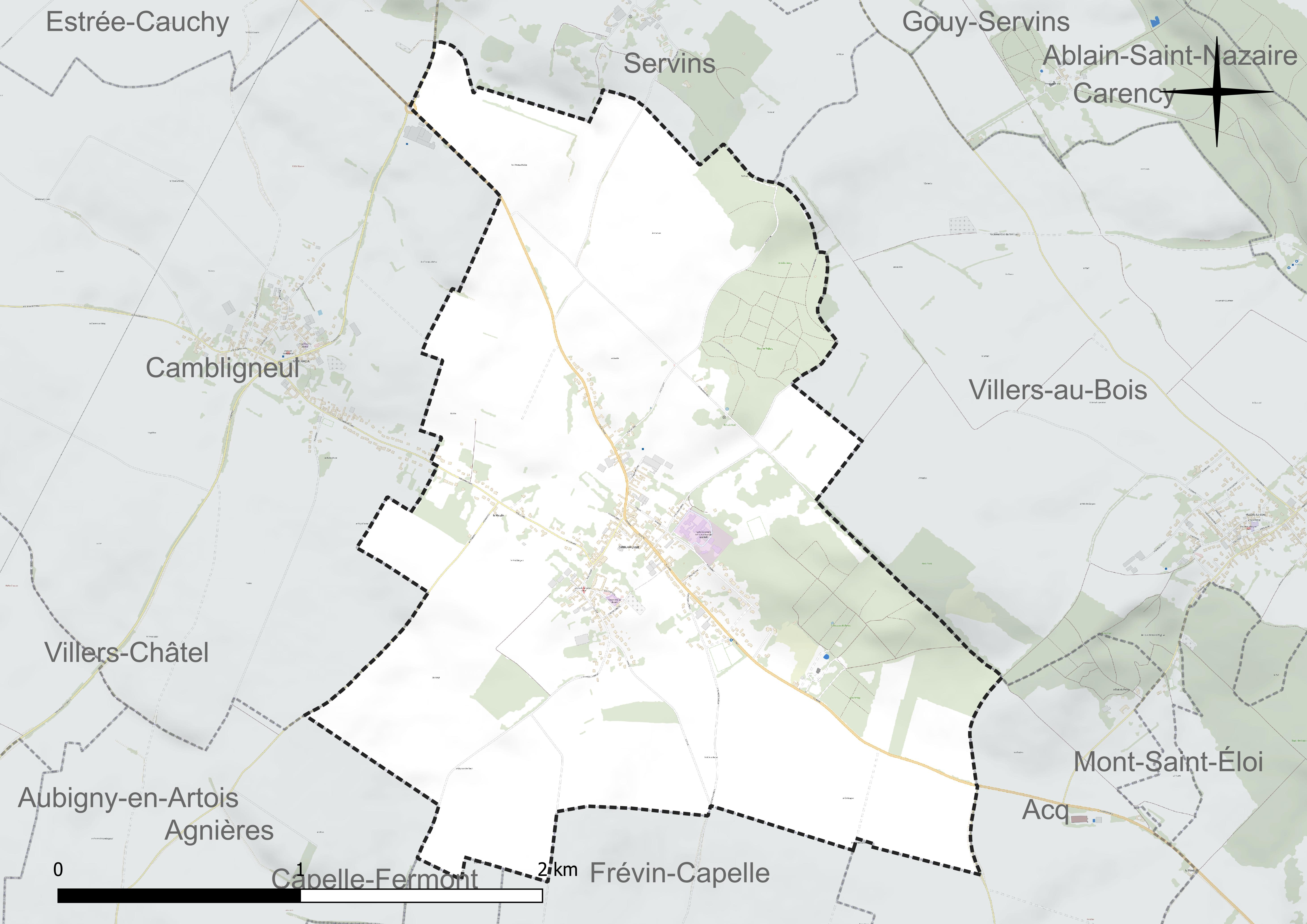
Réseau hydrographique de Camblain-l'Abbé.

### Climat
Pour des articles plus généraux, voir Climat des Hauts-de-France et Climat du Nord-Pas-de-Calais.
En 2010, le climat de la commune est de type climat océanique dégradé des plaines du Centre et du Nord, selon une étude du CNRS s'appuyant sur une série de données couvrant la période 1971-2000. En 2020, Météo-France publie une typologie des climats de la France métropolitaine dans laquelle la commune est exposée à un climat océanique et est dans la région climatique Nord-est du bassin Parisien, caractérisée par un ensoleillement médiocre, une pluviométrie moyenne régulièrement répartie au cours de l'année et un hiver froid (3 °C).
Pour la période 1971-2000, la température annuelle moyenne est de 10 °C, avec une amplitude thermique annuelle de 14,1 °C. Le cumul annuel moyen de précipitations est de 837 mm, avec 12,3 jours de précipitations en janvier et 9,1 jours en juillet. Pour la période 1991-2020, la température moyenne annuelle observée sur la station météorologique la plus proche, située sur la commune de Saulty à 19 km à vol d'oiseau, est de 10,4 °C et le cumul annuel moyen de précipitations est de 899,7 mm,. Pour l'avenir, les paramètres climatiques de la commune estimés pour 2050 selon différents scénarios d'émission de gaz à effet de serre sont consultables sur un site dédié publié par Météo-France en novembre 2022.

### Milieux naturels et biodiversité

#### Zone naturelle d'intérêt écologique, faunistique et floristique
L'inventaire des zones naturelles d'intérêt écologique, faunistique et floristique (ZNIEFF) a pour objectif de réaliser une couverture des zones les plus intéressantes sur le plan écologique, essentiellement dans la perspective d'améliorer la connaissance du patrimoine naturel national et de fournir aux différents décideurs un outil d'aide à la prise en compte de l'environnement dans l'aménagement du territoire.
Le territoire communal comprend une ZNIEFF de type 1 : le coteau boisé de Camblain-l'Abbé et de Mont-Saint-Éloi. Cette ZNIEFF est composée de bois plus ou moins pentus. Dans le bois d'Écoivres, une couche géologique du Landénien continental affleure au sommet, avec un sol constitué de sables fins et de blocs de grès, grès qui a été exploité dans le bois d'Écoivres.

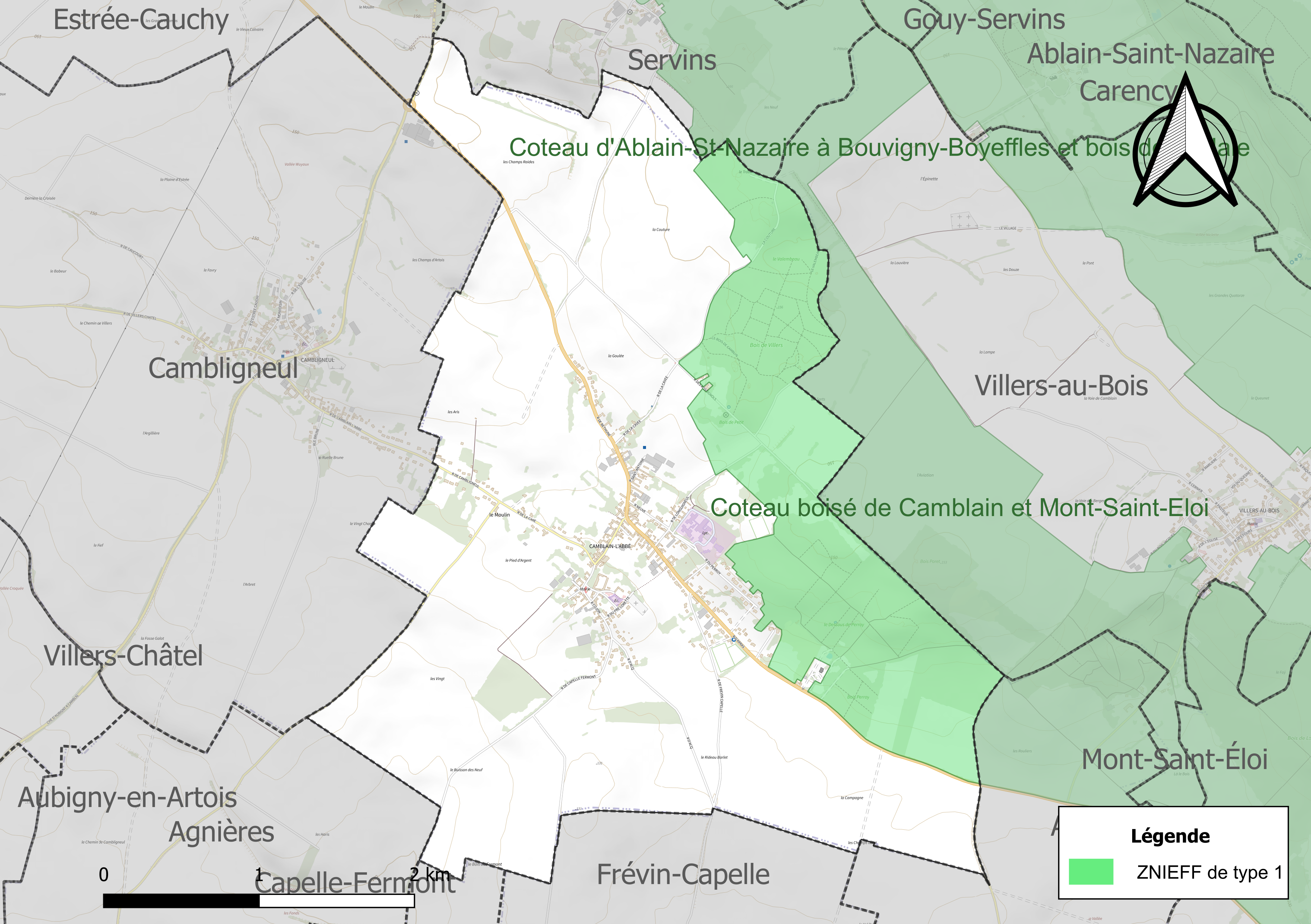
Carte de la ZNIEFF sur la commune.

## Urbanisme

### Typologie
Au 1er janvier 2024, Camblain-l'Abbé est catégorisée commune rurale à habitat dispersé, selon la nouvelle grille communale de densité à sept niveaux définie par l'Insee en 2022.
Elle est située hors unité urbaine. Par ailleurs la commune fait partie de l'aire d'attraction d'Arras, dont elle est une commune de la couronne,. Cette aire, qui regroupe 163 communes, est catégorisée dans les aires de 50 000 à moins de 200 000 habitants,.

### Occupation des sols
L'occupation des sols de la commune, telle qu'elle ressort de la base de données européenne d'occupation biophysique des sols Corine Land Cover (CLC), est marquée par l'importance des territoires agricoles (77,1 % en 2018), une proportion sensiblement équivalente à celle de 1990 (77,5 %). La répartition détaillée en 2018 est la suivante : 
terres arables (65,4 %), forêts (14,1 %), prairies (11,7 %), zones urbanisées (8,9 %). L'évolution de l'occupation des sols de la commune et de ses infrastructures peut être observée sur les différentes représentations cartographiques du territoire : la carte de Cassini (XVIIIe siècle), la carte d'état-major (1820-1866) et les cartes ou photos aériennes de l'IGN pour la période actuelle (1950 à aujourd'hui).

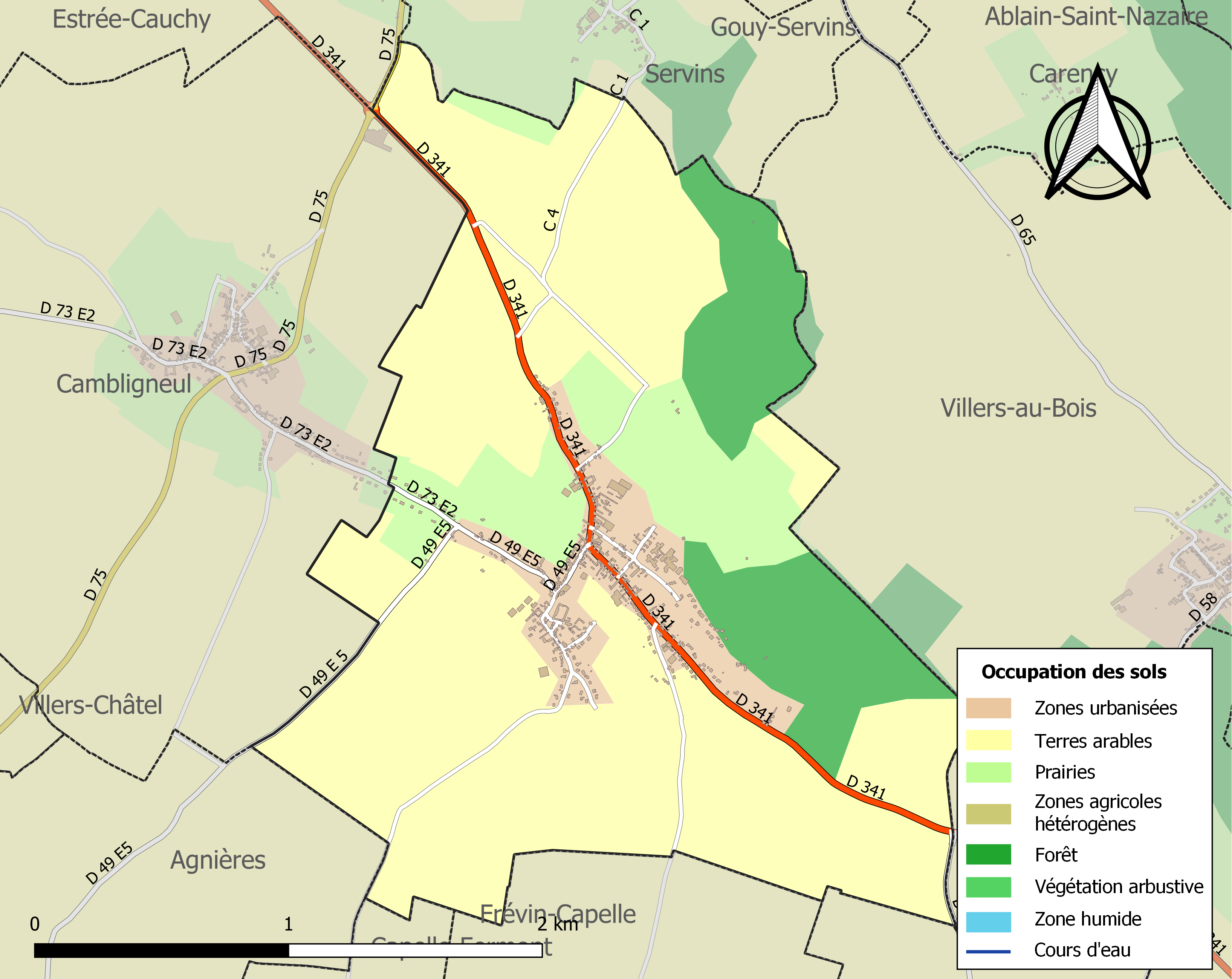
Carte des infrastructures et de l'occupation des sols de la commune en 2018 (CLC).

### Voies de communication et transports

#### Voies de communication
La commune est desservie par l'ancienne route nationale 341 (actuelle RD 341), qui reprend une grande part du tracé de la voie romaine (chaussée Brunehaut) reliant Arras à Boulogne-sur-Mer par Thérouanne.

#### Transport ferroviaire
La commune se trouve à 4 km de la gare de Frévin-Capelle, située sur la ligne d'Arras à Saint-Pol-sur-Ternoise, desservie par des trains TER Hauts-de-France.
La commune était desservie, de 1895 à 1948, par la ligne de chemin de fer Lens - Frévent, une ancienne ligne de chemin de fer qui reliait les communes de Lens et de Frévent.

## Toponymie
Le nom de la localité est attesté sous les formes Camblinium (vers 1106), Cambelin (1137), Camblin juxta stradellam et Camblign (1221), Camblin (1235), Cambling (XIIe siècle), Camblain-lez-le-Mont-Saint-Éloy (1525), Camblain-és-Estrayelles (1720), Camblain et Camblain-l'Abbé depuis 1793 et 1801.
Albert Dauzat et Charles Rostaing dans leur Dictionnaire étymologique des noms de lieux de France indiquent que Camblain serait issu du latin campus associé à blin ou belain, surnom de mouton.
Les différents auteurs ont proposé plusieurs hypothèses quant à la toponymie : la dénomination de « abbé » serait due à la « Ferme de l'Abbaye » de Mont-Saint-Éloi qui se trouvait à Camblain et que l'on appelait l'Abbie.
En 1793, Le village s'est appelé Camblain-lez-Estrayelles, Estrayelles étant une paroisse indépendante jusque 1793, située près de la chaussée Brunehaut.
En français, la préposition « lès » signifie « près de ». D'usage vieilli, elle n'est guère plus rencontrée que dans les toponymes, plus particulièrement ceux de localités.

## Histoire
Camblain-l'Abbé est desservie par la route départementale 341 dite chaussée Brunehaut reliant Arras à Thérouanne, il faut cependant noter que sur le territoire de la commune, la RD 341 n'emprunte pas exactement le tracé de la chaussée Brunehaut, mais une dérivation
Comblain-l'Abbé, commune instituée par la Révolution française, absorbe entre 1790 et 1794 celle d'Etrayelles.
Le village était desservie par la voie ferrée d'intérêt local (VFIL) du  chemin de fer Lens - Frévent qui passait par Aubigny-en-Artois et Avesnes-le-Comte.
Pendant la Première Guerre mondiale, le château a servi de quartier général à l'armée canadienne.

Cambain-l'Abbé au début du XXe siècle
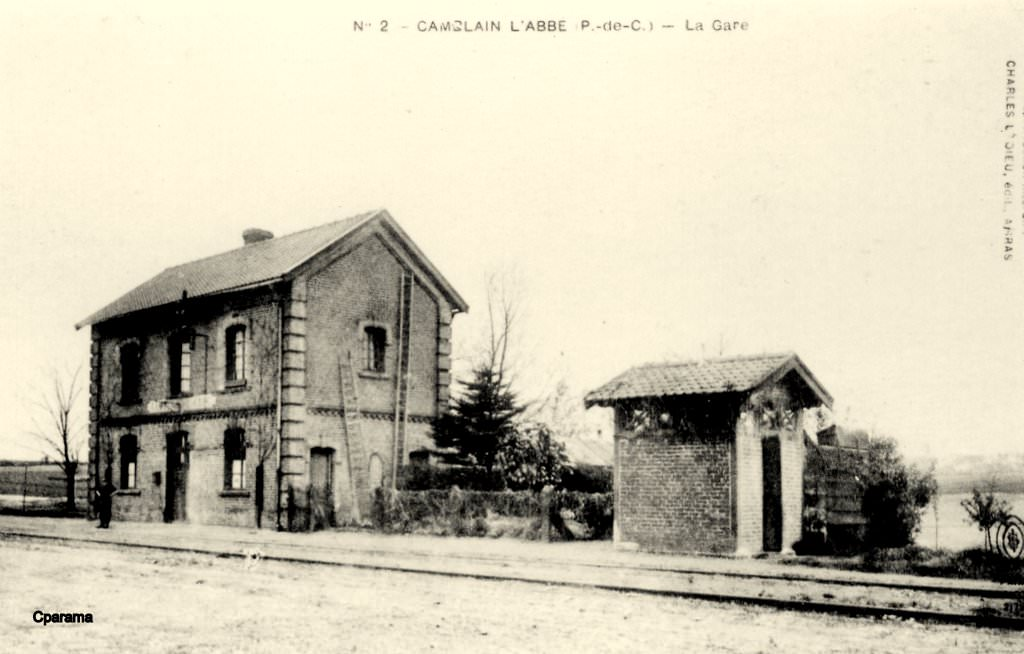
La gare.
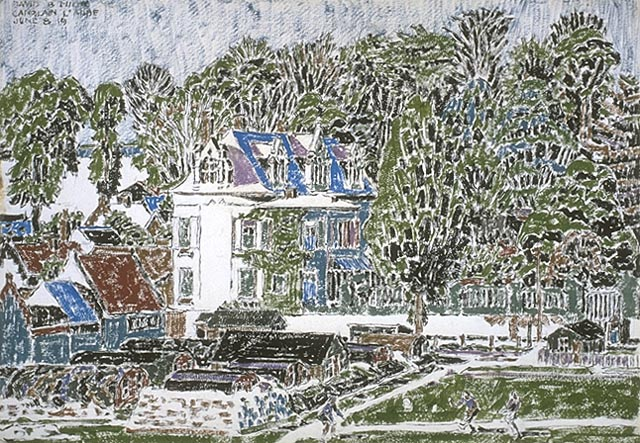
Le château. Dessin de David Milne  (1919).

## Politique et administration

### Découpage territorial
La commune se trouve dans l'arrondissement d'Arras du département du Pas-de-Calais.

#### Commune et intercommunalités
Comblain-l'Abbé était membre de la communauté de communes de l'Atrébatie, un établissement public de coopération intercommunale (EPCI) à fiscalité propre créé en 1999 et auquel la commune avait transféré un certain nombre de ses compétences, dans les conditions déterminées par le code général des collectivités territoriales.
Dans le cadre des dispositions de la loi portant nouvelle organisation territoriale de la République du 7 août 2015, qui prévoit que les établissements publics de coopération intercommunale (EPCI) à fiscalité propre doivent avoir un minimum de 15 000 habitants, cette intercommunalité a fusionné avec sa voisine pour former, le 1er janvier 2017, la communauté de communes des Campagnes de l'Artois dont est désormais membre la commune. Cette communauté de communes regroupe 96 communes et compte 33 141 habitants en 2021.

#### Circonscriptions administratives
La commune faisait partie depuis 1793 du canton d'Aubigny-en-Artois. Dans le cadre du redécoupage cantonal de 2014 en France, cette circonscription administrative territoriale a disparu, et le canton n'est plus qu'une circonscription électorale.
Pour les élections départementales, la commune fait partie depuis 2014 du canton d'Avesnes-le-Comte

#### Circonscriptions électorales
Pour l'élection des députés, la commune fait partie de la première circonscription du Pas-de-Calais.

### Élections municipales et communautaires
Le nombre d'habitants au dernier recensement étant compris entre 500 et 1 499, le nombre de membres du conseil municipal est de 15.

#### Liste des maires
| Période                                  | Période                      | Identité              | Étiquette | Qualité                                                  |
| ---------------------------------------- | ---------------------------- | --------------------- | --------- | -------------------------------------------------------- |
| Les données manquantes sont à compléter. |                              |                       |           |                                                          |
| 1995                                     | mai 2020                     | Pierre-Albert Mayeur, | UDI       |                                                          |
| mai 2020                                 | En cours (au 4 février 2022) | Monique Debeaumont    | SE        | Fonctionnaire retraitée, Réélu pour le mandat 2020-2026, |

## Équipements et services publics

### Enseignement
Camblain-l'Abbé est située dans l'académie de Lille.
Les enfants de la commune sont scolarisés au sein d'un  regroupement pédagogique intercommunal (RPI) de « l'Orée du Bois » (communes de Camblain-l'Abbé, Cambligneul, Villers-Châtel et Mingoval) qui scolarise en 2019 environ 150 élèves, dont environ la moitié à Camblain-l'Abbé , qui dispose d'une salle multimédia..
Par ailleurs, une école élémentaire privée est implantée dans la commune, l'école Saint-Jean-Baptiste -de-la-Salle. Cette école est une école hors contrat pour garçons, fondée en 1991 par la Fraternité sacerdotale Saint-Pie-X. En 2020, elle accueille 116 élèves répartis dans les classes de sixième  à la  terminale, principalement en internat.
Cette école privée traditionaliste a signé en 2020 une  convention avec la direction départementale militaire du Pas-de-Calais  qui permet la création d'une classe de défense et de sécurité globale (CDSG) au sein de l'établissement afin de proposer des échanges et des rencontres, tout au long de l'année, aux élèves désireux de mieux connaître l'univers des armées,.

#### Petite enfance
Une micro-crèche a ouvert à la rentrée 2018,.

### Justice, sécurité, secours et défense
La commune dépend du tribunal judiciaire d'Arras, du conseil de prud'hommes d'Arras, de la cour d'appel de Douai, du tribunal de commerce d'Arras, du tribunal administratif de Lille, de la cour administrative d'appel de Douai et du tribunal pour enfants d'Arras.

## Population et société

### Démographie
Les habitants de la commune sont appelés les Camblinois.

#### Évolution démographique
L'évolution du nombre d'habitants est connue à travers les recensements de la population effectués dans la commune depuis 1793. Pour les communes de moins de 10 000 habitants, une enquête de recensement portant sur toute la population est réalisée tous les cinq ans, les populations de référence des années intermédiaires étant quant à elles estimées par interpolation ou extrapolation. Pour la commune, le premier recensement exhaustif entrant dans le cadre du nouveau dispositif a été réalisé en 2005.

En 2022, la commune comptait 681 habitants, en évolution de +4,45 % par rapport à 2016 (Pas-de-Calais : −0,72 %, France hors Mayotte : +2,11 %).
| 1793 | 1800 | 1806 | 1821 | 1831 | 1836 | 1841 | 1846 | 1851 |
| ---- | ---- | ---- | ---- | ---- | ---- | ---- | ---- | ---- |
| 339  | 324  | 301  | 324  | 366  | 391  | 412  | 441  | 418  |

| 1856 | 1861 | 1866 | 1872 | 1876 | 1881 | 1886 | 1891 | 1896 |
| ---- | ---- | ---- | ---- | ---- | ---- | ---- | ---- | ---- |
| 439  | 465  | 526  | 554  | 537  | 532  | 531  | 508  | 491  |

| 1901 | 1906 | 1911 | 1921 | 1926 | 1931 | 1936 | 1946 | 1954 |
| ---- | ---- | ---- | ---- | ---- | ---- | ---- | ---- | ---- |
| 493  | 507  | 481  | 466  | 430  | 424  | 372  | 365  | 387  |

| 1962 | 1968 | 1975 | 1982 | 1990 | 1999 | 2005 | 2006 | 2010 |
| ---- | ---- | ---- | ---- | ---- | ---- | ---- | ---- | ---- |
| 414  | 390  | 448  | 561  | 615  | 653  | 651  | 652  | 646  |

| 2015 | 2020 | 2022 | - | - | - | - | - | - |
| ---- | ---- | ---- | - | - | - | - | - | - |
| 645  | 671  | 681  | - | - | - | - | - | - |

.

#### Pyramide des âges
En 2018, le taux de personnes d'un âge inférieur à 30 ans s'élève à 32,3 %, soit en dessous de la moyenne départementale (36,7 %). À l'inverse, le taux de personnes d'âge supérieur à 60 ans est de 28,7 % la même année, alors qu'il est de 24,9 % au niveau départemental.
En 2018, la commune comptait 335 hommes pour 320 femmes, soit un taux de 51,15 % d'hommes, largement supérieur au taux départemental (48,5 %).
Les pyramides des âges de la commune et du département s'établissent comme suit.
| Hommes | Classe d’âge | Femmes |
| ------ | ------------ | ------ |
| 0,9    | 90 ou +      | 2,4    |
| 5,8    | 75-89 ans    | 5,8    |
| 19,2   | 60-74 ans    | 23,5   |
| 17,1   | 45-59 ans    | 18,3   |
| 21,1   | 30-44 ans    | 21,3   |
| 15,5   | 15-29 ans    | 9,1    |
| 20,3   | 0-14 ans     | 19,5   |

| Hommes | Classe d’âge | Femmes |
| ------ | ------------ | ------ |
| 0,5    | 90 ou +      | 1,6    |
| 5,6    | 75-89 ans    | 8,9    |
| 16,7   | 60-74 ans    | 18,1   |
| 20,2   | 45-59 ans    | 19,2   |
| 18,9   | 30-44 ans    | 18,1   |
| 18,2   | 15-29 ans    | 16,2   |
| 19,9   | 0-14 ans     | 17,9   |

### Manifestations culturelles et festivités
- Challenge des Jacques, épreuve sportive organisée par le club cycliste des Jacques de Camblain-l'Abbé, dont la 23e édition a eu lieu le 31 mars 2019[46].
- Ducasse communale, en juillet[47]

### Sports et loisirs
Camblain l'abbé possède des espaces dédiés aux divertissements de ses habitants. En effet, le village est doté d'un terrain de football, avec pour sol un gazon naturel, qui est fonctionnel depuis 1985. Ce projet, a donc donné naissance à une équipe nommée ASC CAMBLAIN L'ABBE.
En 2018 le village a inauguré sa première plaine de jeux pour tous les âges, constituée d'un jeu de grimpe araignée, d'un pont de singe, d'un tourniquet,…
Dans l'optique du recyclage, la municipalité a décidé de mettre une boite à livres qui s'adresse à tout le monde, avec l'avantage d'être gratuite, et de ne pas nécessiter d'inscription, ni de date de retour à respecter.

## Culture locale et patrimoine

### Lieux et monuments

#### Monument historique
- L'église Saint-Pierre de Camblain-l'Abbé. Cette église fortifiée possède une flèche à crochets, comme certaines églises des communes voisines de Béthonsart, Savy-Berlette, Ecoivres (Mont-Saint-Éloi), Hermaville, Habarcq, Servins et Mingoval[49]. Le clocher fait l'objet d'une inscription au titre des monuments historiques depuis le 10 juin 1926[50].

#### Autres monuments
- La chapelle Saint-Roch, édifiée en 1876, restaurée et bénie à nouveau en 2017[51].
- Le monument aux morts[52].
- L'ancienne gare de Camblain-l'Abbé.

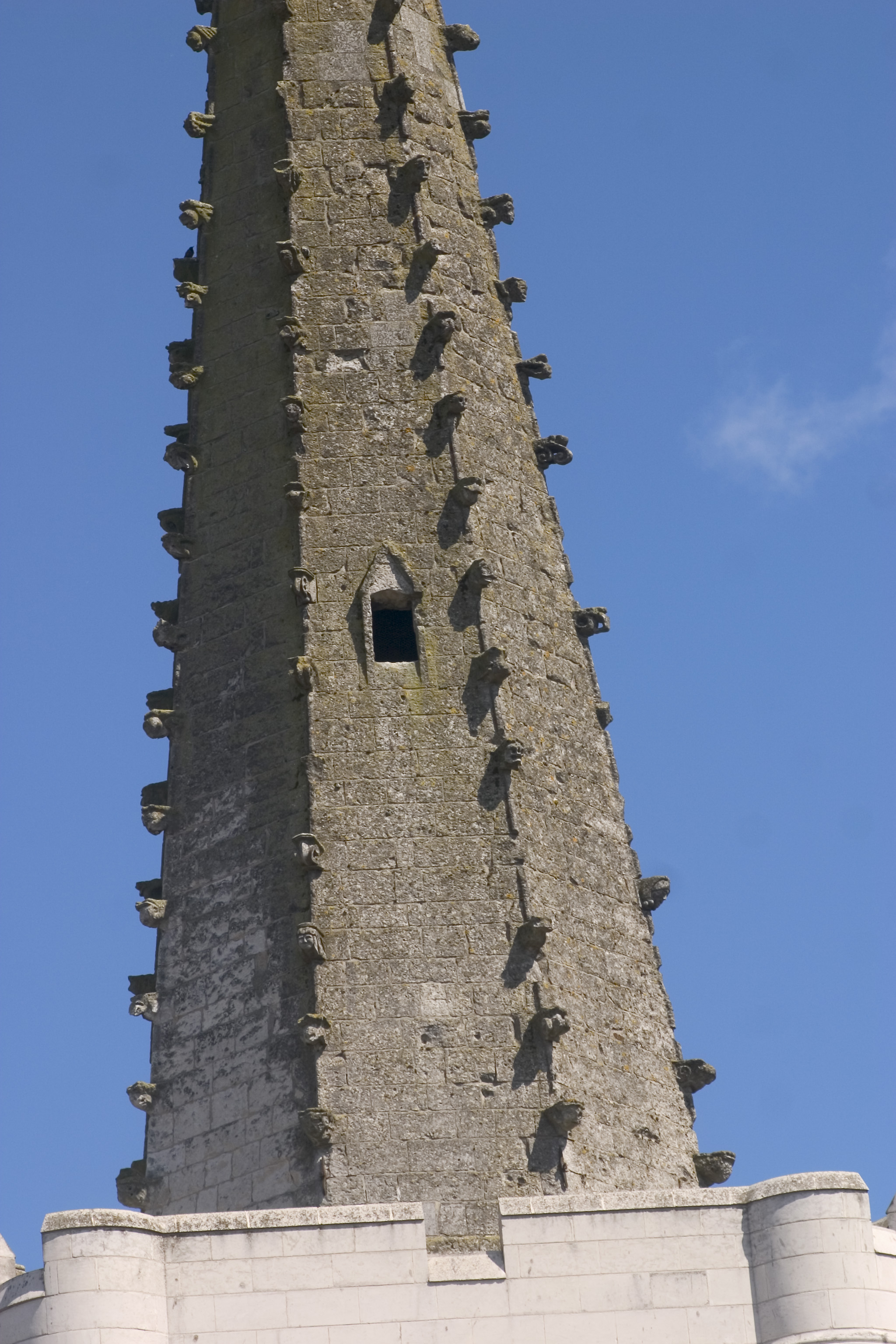
Clocher de l'église.
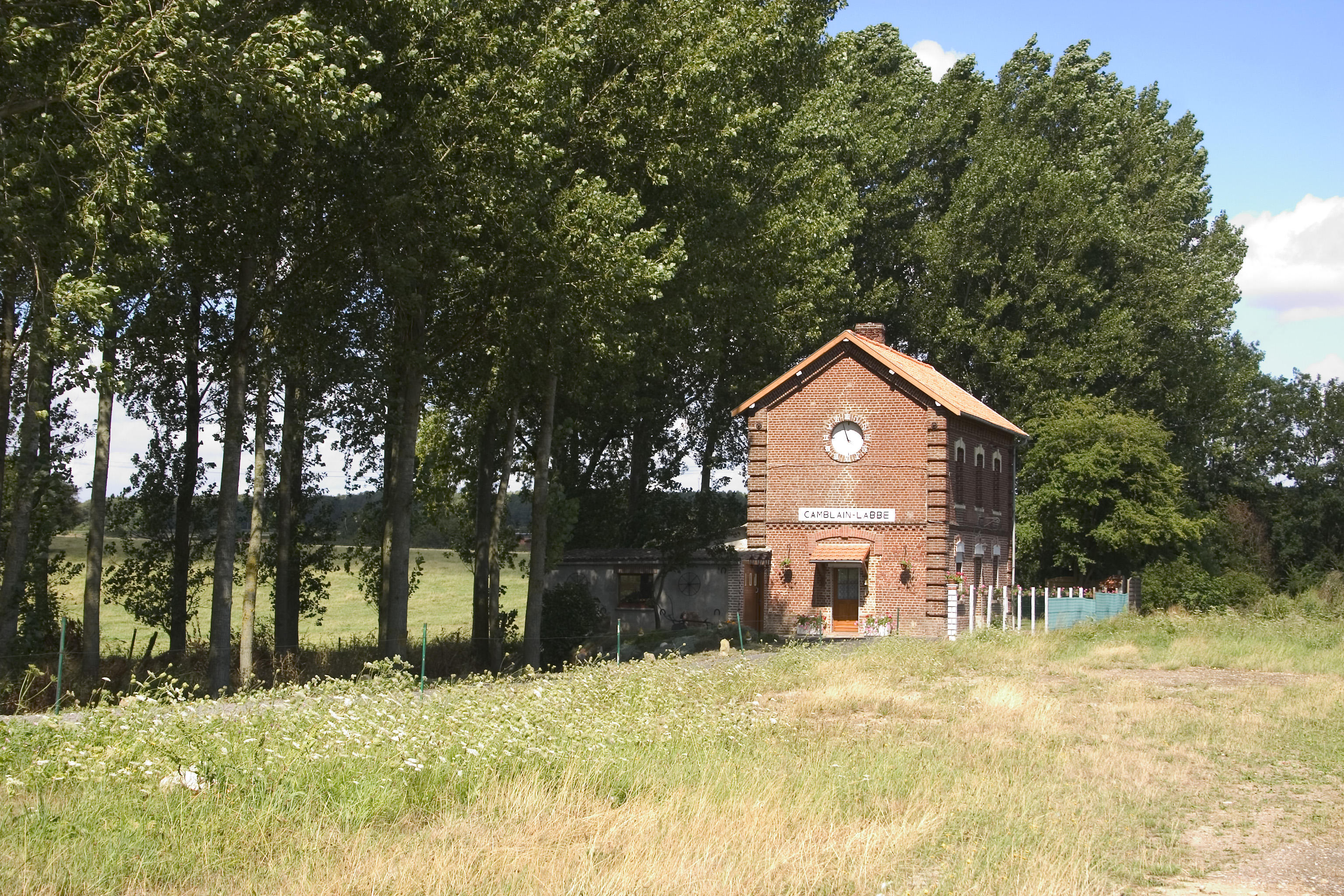
L'ancienne gare de Camblain-l'Abbé

### Personnalités liées à la commune
- Adrien Mathieu (1807-1884), homme politique né et décédé à Camblain-l'Abbé, maire de Camblain-l'Abbé, député du Pas-de-Calais de 1869 à 1870.

### Héraldique
| Blason de Camblain-l'Abbé | Blason  | D'or au chevron de gueules accompagné de trois étoiles d'azur rangées en chef et d'un croissant du même en pointe. |
| Blason de Camblain-l'Abbé | Détails | Le statut officiel du blason reste à déterminer.                                                                   |

## Pour approfondir